# Сан Дијего конквистадорси
Сан Дијего конквистадорси (енгл. San Diego Conquistadors) је бивши амерички кошаркашки клуб из Сан Дијега, Калифорнија. Играли су Западној дивизији АБА лиге од 1972. до 1975. године. „Кју-ови“, како су били популарно познати, играли су од 1972. до 1975. а као Сејлси, играли су само непотпуну сезону, почевши од сезоне 1975/76, али су одустали након само 11 утакмица уз 3 победе и 8 пораза.

## Историја

### Сан Дијего конквистадорси
Франшизу је основао Леонард Блум 1972. године као први АБА-ин, како се испоставило, једини, тим за проширење. Тим је требало да игра у спортској арени у Сан Дијегу, али свађа између Блума и Питера Грејема, оператера и закупца арене од 14.400 седишта у власништву града, довела је до тога да је новорођеном тиму било забрањено да игра утакмице у том објекту, практично је избачен из објекта на две године . Грејем је наводно био узнемирен што је Блум добио АБА тим за проширење који он је такође тражио. У време када је сукоб решен у јесен 1974. године, било је прекасно за ослабљену франшизу која је у међувремену била принуђена да игра у домаће утакмице у Петерсон џимнезијуму (3.200 места) у кампусу Државног универзитета Сан Дијега, и Голден холу, вишенаменском објекту у центру града.
Након што су 1973. стигли до АБА плеј-офа у својој инаугурационој сезони, Кју-ови су наизглед извели „државни удар” плативши центру Вилту Чемберлену 600.000 долара да постане њихов играч-тренер. Али Лос Анђелес лејкерси су тужили своју бившу звезду да би блокирали да заигра за нови тим. Спуштен на споредну улогу, Чемберлен је сведен на неактивност, 7 стопа и 1 инча, који је једном чак и прескочио утакмицу да би давао аутограме за његову објављену аутобиографију. (Његова попуна, у том и другим приликама, био је Стен Албек, који је касније прешао Чикаго булсе, Сан Антонио спарсе и Њу Џерси нетсе из НБА лиге.) Ипак, тим је поново стигао до постсезоне, изгубивши у првом колу, другу годину заредом, у АБА плеј-офу 1974.године.
Сезона је, међутим, била у сенци ситуације у арени. Фрустриран немогућношћу да закупи Спортс арену, Блум је најавио планове за арену од 20.000 седишта у Чула Висти. Међутим, референдум о арени, одржан непосредно након почетка сезоне, пропао је са само 294 гласа. Званичници лиге су тада наредили Блуму да предузме прелиминарне кораке ка пресељењу у Лос Анђелес, у нади да ће се вратити на тржиште које су четири године раније напустили Јута старси.
За своју трећу сезону 1974/75, Конквистадорси су изгубили Чемберлена и коначно добили закуп у Спортској арени. Али без Чемберлена као привлачног мамца, Сан Дијего је потпуно игнорисао тим и тако се тим пласирао на последње место у Западној дивизији, пропустивши АБА плеј-оф 1975. године.

### Сан Дијего сејлси
Блум је током лета 1975. године продао франшизу Франку Голдбергу, бившем сувласнику успешне франшизе Денвер нагетса. Голдберг је почео изнова, преименовао је тим у Сан Диего сејлси и ангажовао бившег тренера Универзитета Минесота, Била Маслмена. Са потпуно другачијим списком, шемом боја, комплетом униформи и скоро свим осталим, ребрендирани Сејлси су настојали да понове преокрет Денвера сезону раније од осредњег до шампиона.
Али Сејлси су привукли само 3.060 навијача на свој уводни меч 24. октобра 1975, у поразу од Нагетса, и посећеност навијача је брзо опала како је тим имао почетни скор од на 3 : 8, само 1.670 навијача се појавило на трећој (и на крају последњој) домаћој утакмици Сан Дијега, против Сан Антонио спарса. Голдберг је убрзо сазнао да ће Сан Дијего бити искључен из предстојећег спајања АБА и НБА, наводно због инсистирања власника Лејкерса, Џека Кента Кука, који је одбио да подели своју базу навијача из Јужне Калифорније са неким другим тимом.
Пошто је тиму недостајала подршка навијача или дугорочна будућност, Голдберг је одустао од франшизе 12. новембра исте године. АБА, која је планирала да почне сезону са десет тимова већ на почетку је упала у тешкоће Балтимор клавси су одустали после три егзибиционе утакмице. Такође су убрзо спали на још мање тимова Сејлси су такође отпали. Дана 2. децембра, Јута старси су се такође угасили, смањивши лигу на седам тимова и приморавши АБА да смањи своје дволигашке поставке (дивизије) на само једну.

### Гашење АБА лиге и кошарке у Сан Дијегу
Гашење последњепласиране Вирџиније сквајерса, која је одустала накрају претходне сезоне, оставила је АБА лигу са само шест тимова и приморала лигу да тражи спајање са већ формираном и сигурнијом НБА лигом, која је апсорбовала четири од шест преосталих тимова. (Индијана пејсерси, Њујорк нетси, Денвер нагетси и Сан Антонио спарси су се придружили НБА, док су власници Спиритс ов Сент Луиса и Кентакија колонелса исплаћени и одустали од својих франшиза.)
НБА Бафало бравси су 1978. године стигли у Сан Дијего као Сан Дијего клиперси, 1984. преселили су се уз обалу и постали Лос Анђелес клиперси. Сан Дијего од тада није имао ниједан професионални кошаркашки тим из НБА лиге. Неколико тимова из ниже лиге назвали су град својим домом: ЦБА Сан Дијего вајлкардси, који су одустали након само 21 утакмице 1996. године, и Сан Дијего стингрејси из Међународне кошаркашке лиге, која се играла у периоду од 1999. до 2001. године. (Сан Диего је такође имао различите франшизе у полу-професионалној америчкој кошаркашкој асоцијацији 21. века, као што су Би-Кингс, Солси, Сурф, Вајдкетси и Вајлдфајерси.)

## Кошаркашка Кућа славних
| Чланови Конквистадора/Сејлса у Кући славних | Чланови Конквистадора/Сејлса у Кући славних | Чланови Конквистадора/Сејлса у Кући славних | Чланови Конквистадора/Сејлса у Кући славних |
| Тренери                                     | Тренери                                     | Тренери                                     | Тренери                                     |
| Име                                         | Позиција                                    | Период                                      | Постављен                                   |
| ------------------------------------------- | ------------------------------------------- | ------------------------------------------- | ------------------------------------------- |
| Вилт Чемберлен 1                            | Тренер                                      | 1973/74.                                    | 1978.                                       |
| Кеј Си Џонс 1                               | Тренер                                      | 1972/73.                                    | 1989.                                       |

Белешке:
- 1 Постављен као играч.

## Остварења по сезонама
| Сезона                    | Регуларна сезона | Регуларна сезона | Регуларна сезона | Резултати у плеј−офу     | Утакмице              |
| Сезона                    | Победа           | Пораза           | Проц.            | Резултати у плеј−офу     | Утакмице              |
| ------------------------- | ---------------- | ---------------- | ---------------- | ------------------------ | --------------------- |
| Сан Дијего конквистадорси |                  |                  |                  | Резултати у плеј−офу     | Утакмице              |
| 1972/73.                  | 30               | 54               | .357             | Lost Division Semifinals | Јута 4, Сан Дијего 0  |
| 1973/74.                  | 37               | 47               | .440             | Lost Division Semifinals | Јута 4, Сан Дијего 2  |
| 1974/75.                  | 31               | 53               | .369             | Нису се квалификовали    | Нису се квалификовали |
| Сан Дијего сејлси         |                  |                  |                  |                          |                       |
| 1975/76.                  | 3                | 8                | .273             | Нису се квалификовали    | (тим је угашен)       |